# Comunismul și presa românească
În perioada comunistă, presa din România a creat o realitate paralelă, încercând să ascundă realitatea din România de la acea vreme. Presa nu era preocupată de adevăr, ci de „fardarea minciunii”.
Epoca de aur a reprezentat pentru gazetarii români o îngrădire a libertății de exprimare. 
Criticul literar Mircea Zaciu a denumit "deceniul satanic” perioada 1980-1989, perioadă în care cultul personalității lui Ceaușescu a atins cele mai înalte culmi. Trecerea de la comunismul „liberal” la cultul personalității s-a produs treptat, procesul începând în 1971, după ce Nicolae Ceaușescu a făcut o vizită în China și Coreea, de unde a venit cu idei pentru a schimba România. Dictatorul român a fost impresionat de „noua revoluție culturală” chineză din epoca lui Mao Zedong și de puternicul cult al personalității din epoca lui Kim Ir Sen în Coreea de Nord.
În 1985 au fost desființate studiourile regionale de radio, datorită măsurilor de economisire a energiei electrice. De fapt, a fost o strategie de a lichida posturile care emiteau în limbile străine, maghiară, respectiv germană, fiind susținut naționalismul românesc. Programele Televiziunii Române au fost reduse la două ore pe zi, între 20:00 și 22:00, pe motivația că oamenii muncii trebuiau să se trezească odihniți a doua zi, pentru a fi apți de muncă.
„Pe măsură ce dictatura se intensifică, aveau loc transformări în acest sens atât la radio, cât și la televiziune. Televiziunea devine un pilon principal al strategiei de represiune, urmată de Radiodifuziune. Informația se pierdea odată cu buna organizare a programului de televiziune, ce consta în două ore de program de televiziune, pe timp de seară, în care erau foarte bine puși în valoare soții Ceaușescu. Majoritatea emisiunilor vorbeau numai despre „iubitul conducător” și despre soția sa. Televiziunea publică devenise cel mai perfecționist instrument al noncomunicării, realizată prin eliminarea receptorului, prin supravegherea strictă a canalelor de comunicare și printr-un emițător unic. La Radioul național informațiile erau dirijate în aceeași direcție. Programul de emisie era însă, mai generos, stațiile începând activitatea doar pe timpul nopții.”— Ionescu, 2003, p. 65

### Legi ale presei comuniste
Politicul stătea în fața radioului și a televiziunii, a presei în general, fiind bine stabilit prin legi și documente de partid. Legea presei, din 1974, prevedea faptul că „presa își desfășoară activitatea sub conducerea PCR, forța politică conducătoare a întregii societăți din RSR ” (apud Păsăilă, 2004, p. 258).
În anul 1977 au fost publicate Decretele nr. 473 și 474, ce priveau instituțiile de presă. Primul decret prevedea ca Radioteleviziunea Română să contribuie prin întreaga sa activitate la înfăptuirea politicii interne și externe a partidului și statului român. Radioteleviziunea Română trebuia să acționeze pentru aducerea la cunoștința oamenilor muncii a hotărârilor partidului și legilor țării, pentru educarea socialistă a maselor, pentru formarea omului nou, pentru lărgirea orizontului politico-ideologic și cultural „al celor ce muncesc” . Datorită controlului sever al mass-mediei, rolul acesteia în România, în căderea regimului comunist, a fost unul nesemnificativ, indirect, în sensul că mass-media a contribuit „pe dos” la formarea omului nou devotat socialismului și comunismului.
Presa audiovizuală era condusă de Consiliul Național al Radioteleviziunii Române, al cărui președinte era numit prin decret al Consiliului de Stat. În perioada „ deceniului satanic ” , Radioteleviziunea Română a fost condusă de Petre Constantin (1981-1990).

### Presa scrisă în comunism
După datele oficiale, în luna decembrie 1989, în România se tipăreau 495 de publicații, fie că era vorba de ziare naționale Scânteia, România liberă, Informația Bucureștiului, fie de reviste de profil Flacăra, Femeia, Sportul, Munca, fie de reviste culturale,  România literară, Contemporanul, Săptămîna culturală,  Luceafărul, Cinema, Teatrul, Amfiteatru, Vatra, Viața Studențească din Iași, Ateneu din Bacău,etc. Existau ziare și reviste centrale, pentru diferite categorii de cititori, care de obicei se ocupau de propaganda politică, publicau diverse documente de partid și comunicate oficiale. În general, presa folosea cam același limbaj, cu deosebiri în funcție de profilul publicației. În fiecare județ existau apoi ziarele județene, organe deopotrivă ale comitetelor județene de partid și ale consiliilor populare județene. Numele acestora reflectau „culoarea” regimului: Făclia (Cluj), Drapelul (Timișoara), Flacăra Iașului (Iași) etc.

### Activitatea redacțională
Atmosfera din redacțiile comuniste era una apăsătoare, constrânsă de stricta supraveghere a unicului partid. Tovarășul nu trebuia să lipsească din niciun număr al presei. De altfel, a devenit lege ca atât numele, cât și prenumele Tovarășului să nu apară despărțite pe silabe, trecute dintr-un rând în altul. Pentru evitarea situațiilor neplăcute cu privire la acest aspect, se recomanda rărirea rândurilor. Munca cea mai dificilă îi revenea corectorului, care din neatenție putea să atragă după sine sancțiuni. De exemplu, dacă într-o frază în care se nimerește „ plin de învățăminte, tovarășul... ” (Buzilă, 1999, p.184) cuvântul „ învățăminte ” trebuie separat în silabe din necesități tipografice și aparea la cap de rând „ minte, tovarășul ”, atunci se consideră a fi o greșeală extrem de gravă, care bineînțeles era sancționată ca atare.
O atenție sporită se acorda alegerii titlurilor fără echivoc. A făcut carieră un titlu din Scânteia: „ Tovarășul Gheorghe Cioară (activist de partid cu grad înalt) s-a întors de la Berlin pe calea aerului ”. Cazul cel mai interesant cu privire la alegerea structurii articolelor s-a petrecut pe 25 ianuarie 1988, cu un an înaintea căderii regimului comunist. Scânteia din 25 ianuarie a publicat, în cadrul unui grupaj de versuri, poezia „Erou al păcii”. Autorul a dorit prin acele versuri să-și exprime dragostea față de conducător, nu numai prin conținutul poeziei, ci și printr-un artificiu tehnic, prin care trebuia să formeze Nicolae Ceaușescu. Din neglijență, în redacție au fost omise câteva strofe din poezie, astfel că a ieșit Ceaușescolae, ceea ce a produs o adevărată catastrofă în redacție.

## Limba de lemn
Un aspect destul de important în presa de la acea vreme l-a reprezentat limba de lemn, care a atins apogeul în timpul Tovarășului. Chiar și știrile trebuiau să fie scrise după o anumită grilă și într-un limbaj specific.
Limba de lemn s-a constituit mai ales în timpul regimurilor totalitare. Amploarea pe care a luat-o acest fenomen în spațiul românesc se putea observa analizând telegramele trimise lui Nicolae Ceaușescu cu ocazia zilei sale de naștere. Dictatorului i se acorda o atenție sporită. În timpul cutremurului din 1977, soții Ceaușescu nu se aflau în România, ci în Africa, într-una din vizitele lor oficiale. Se zice că atunci, în loc să se găsească soluții de salvare pentru oamenii afectați de dezastru, echipa din jurul lui Ceaușescu se preocupa de modul în care să formuleze telegrama Tovarășului, pentru a-l informa pe acesta în legătură cu catastrofa. În redactarea telegramei s-au folosit diverse expresii pentru a minimaliza efectul ce l-a avut cutremurul și pentru a-l liniști pe conducător că Guvernul avea situația sub control.
Utilizarea limbii de lemn a reprezentat în perioada comunistă dezinformarea cetățenilor și ocolirea adevărului. Acest fenomen de manipulare se simțea în mentalitatea omului de rând,  a muncitorului ce utiliza adesea sloganul: „noi muncim, nu gândim”.
Așadar, în perioada comunistă, nu se poate vorbi despre existența unui cod deontologic, de etică profesională, de valori în care să creadă gazetarii români și după care să se ghideze presa, deoarece aceasta se afla sub strictul control al dictatorului, iar ceea ce zicea acesta era lege. Politicul, mai cu seamă activitățile Tovarășului, constituia subiectul principal pentru gazetari. 
Contextul politic a influențat cu adevărat evoluția presei. În tranziția de la dictatură la democrație, presa începe să se dezmorțească. Într-o prezentare din ziarul Scînteia, Nicolae Ceaușescu, cel care până la Revoluția decembristă a fost „cel mai iubit fiu al poporului”, „geniul Carpaților”, „înțeleptul conducător al României”, devine brusc în același ziar, însă într-o altă perioadă, cea postdecembristă, „odiosul dictator”, „cismarul din Scornicești” sau „criminalul care a ucis cu sânge rece” etc. Elena Ceaușescu, „savantul de renume mondial”, „acad. Dr. ing.”, „mamă iubitoare”, devenise tot peste noapte, „savanta analfabetă”, „chimista care citea formula bioxidului de carbon, codoi”, „sinistra soție” etc.